# Hispano-Suiza J12
Pour les articles homonymes, voir Hispano et Hispano-Suiza.
L'Hispano-Suiza J12 est une automobile à moteur V12 de luxe et de prestige, produite à 114 exemplaires entre 1931 et 1938 par le constructeur automobile franco-suisse-espagnol Hispano-Suiza. 

## Historique
En 1931 Marc Birkigt (1878-1953) patron fondateur en 1904, en Espagne, de la marque d'automobile et de moteurs d'avion Hispano-Suiza (synonyme de perfection mécanique et de grand prestige) conçoit et commercialise cette Hispano-Suiza J12 à moteur V12 silencieux de 9,4 L de 220 ch, dérivé de ses moteurs d'avion militaire Hispano-Suiza V8 et Hispano-Suiza 12Y de plus de 1000 chevaux..., et des Bugatti Royale de 1926 (à moteur d'avion Bugatti de 300 chevaux pour plus de 200 km/h) pour succéder aux Hispano-Suiza H6, et pour dominer les voitures concurrentes les plus puissantes, les plus luxueuses, et les plus chères du monde des années 1930 d'entre-deux-guerres d'alors, dont Maybach Zeppelin, Packard Twelve, Cadillac V-16, Duesenberg J, Rolls-Royce Phantom III...

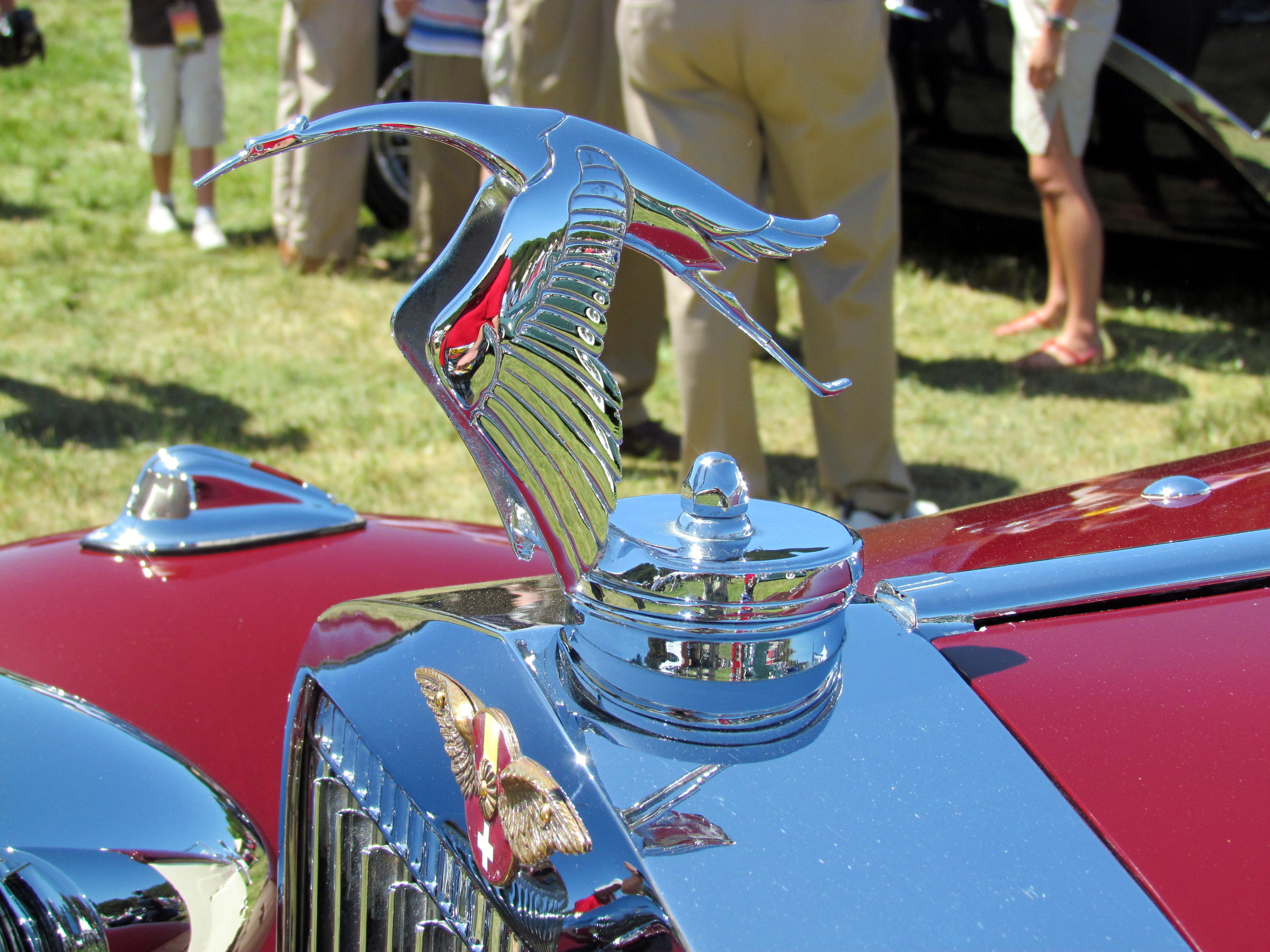
Bouchon de radiateur Cigogne Hispano-Suiza.
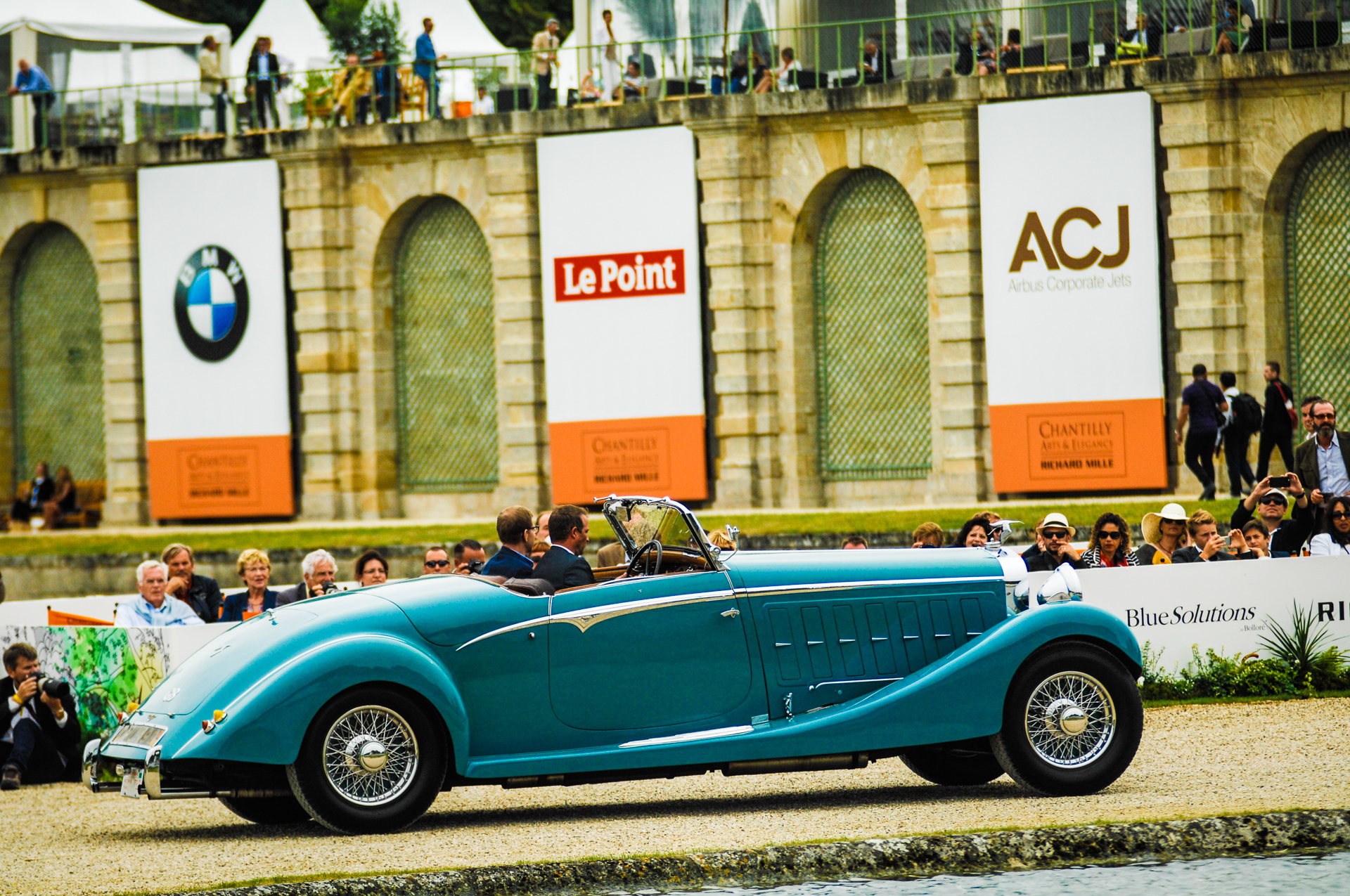
J12 Roadster (Chantilly Arts & Elegance Richard Mille).
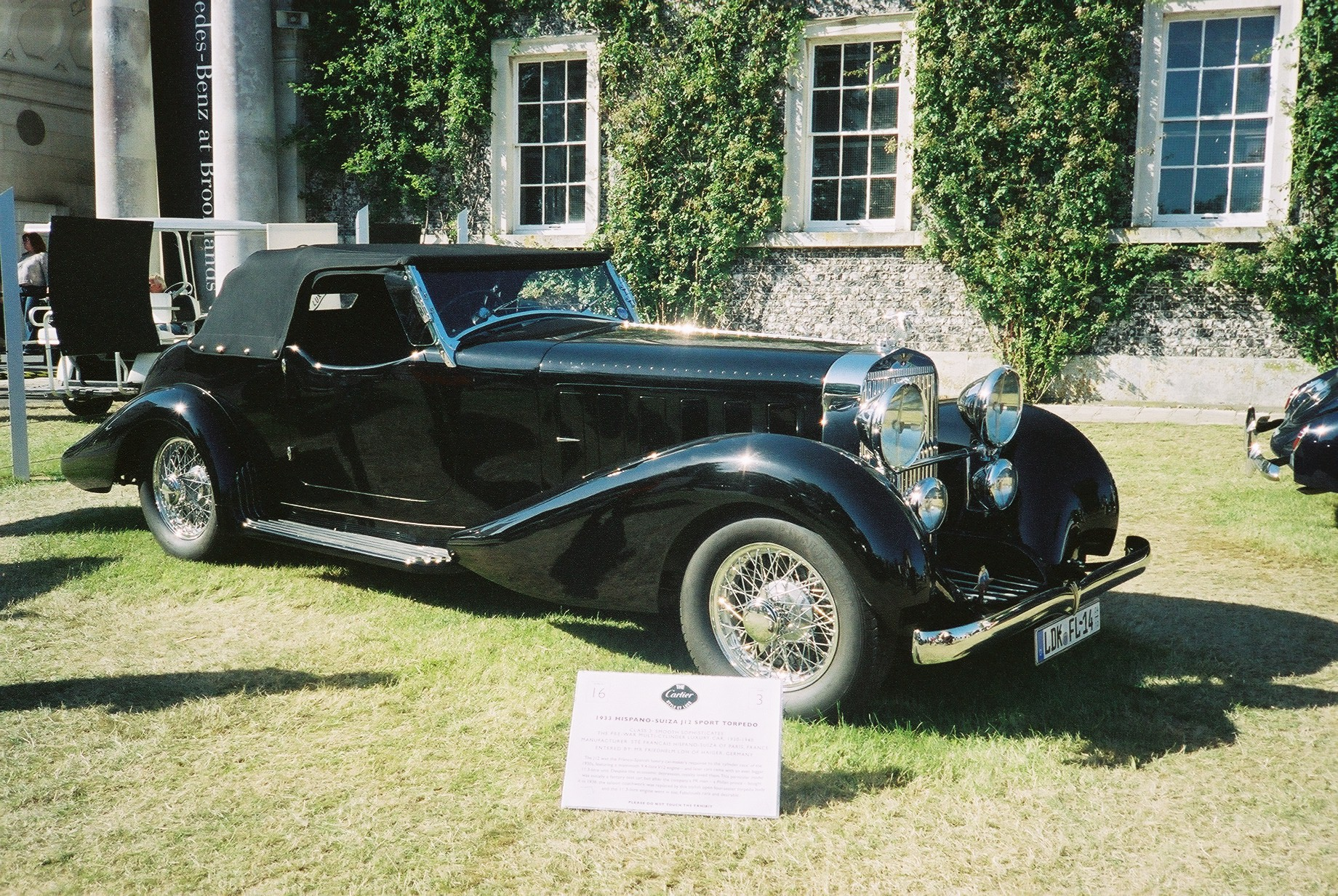
J12 Sport Torpedo 1933.

La J12 est présentée au salon automobile de Paris 1932. En 1935 le moteur est poussé à 11,3 L pour 250 ch pour une vitesse de pointe de 170 km/h. Elle est vendue sous forme de châssis-moteur, et carrossée par les carrossiers les plus prestigieux de l'époque, dont Kellner, Figoni & Falaschi, Vanvooren, Jacques Saoutchik, Henri Chapron, Marcel Pourtout, Marius Franay... 

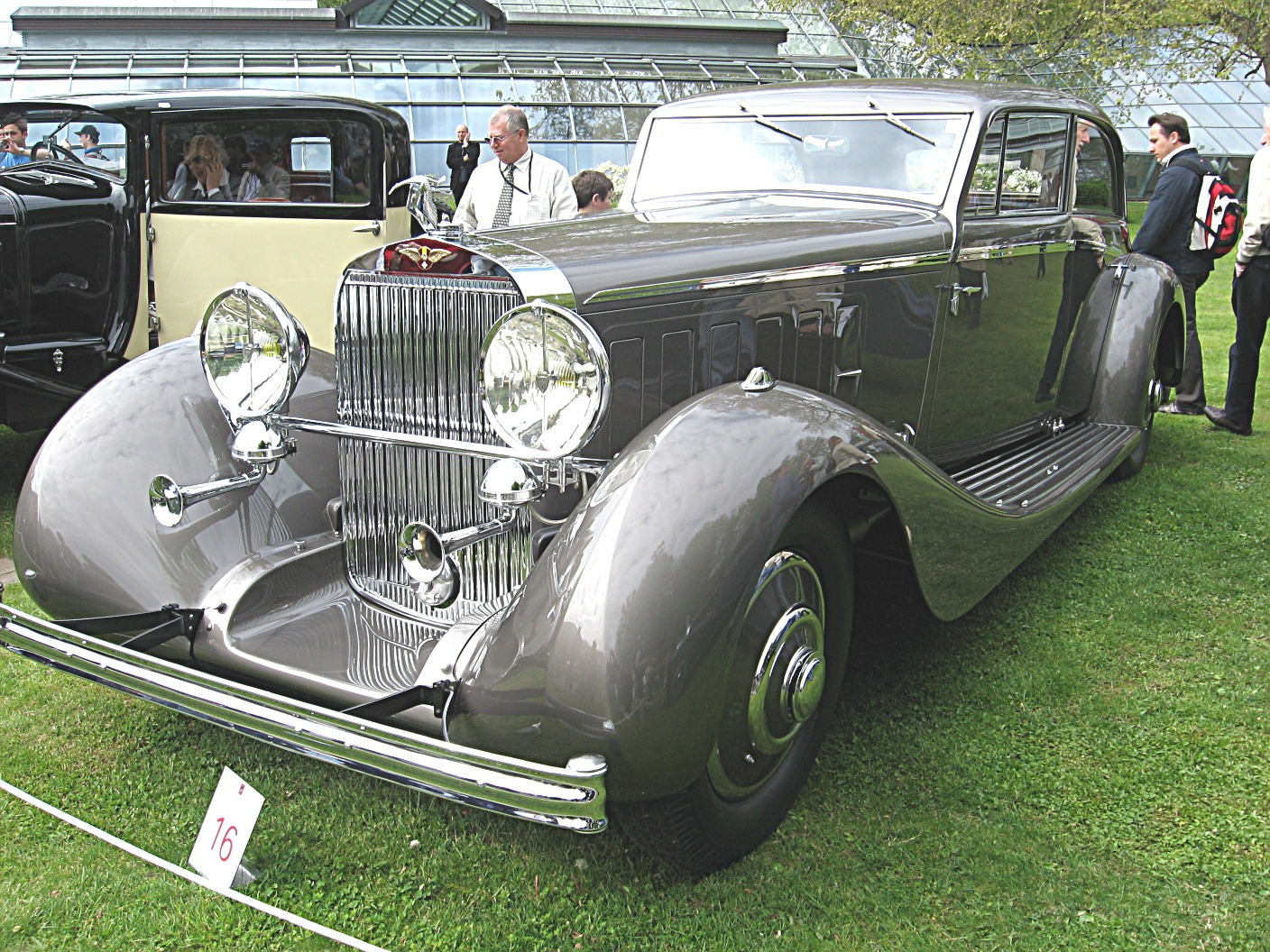
J12 Fernandez & Darrin 1936.
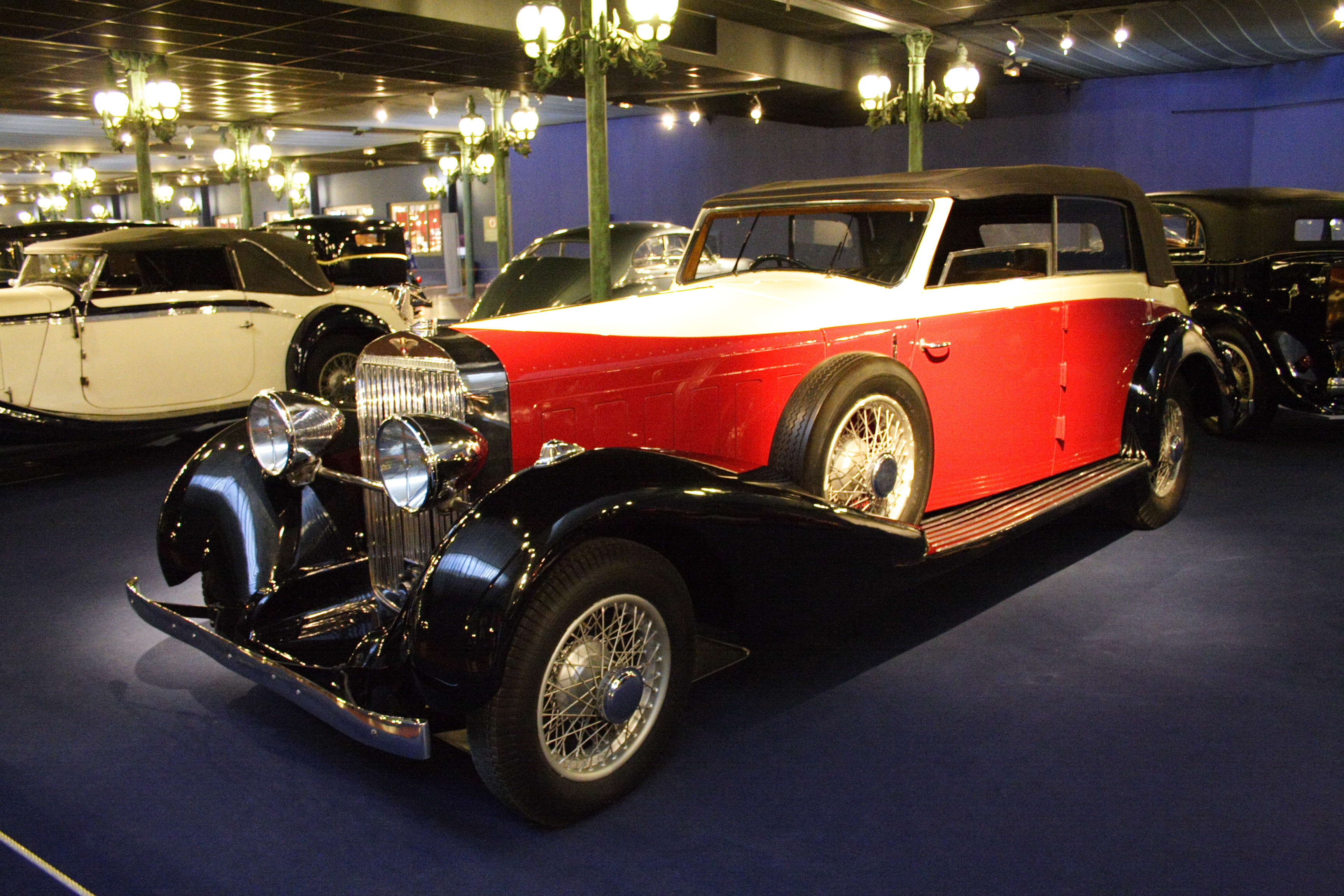
J12 Cabriolet 1934 (Cité de l'automobile de Mulhouse).
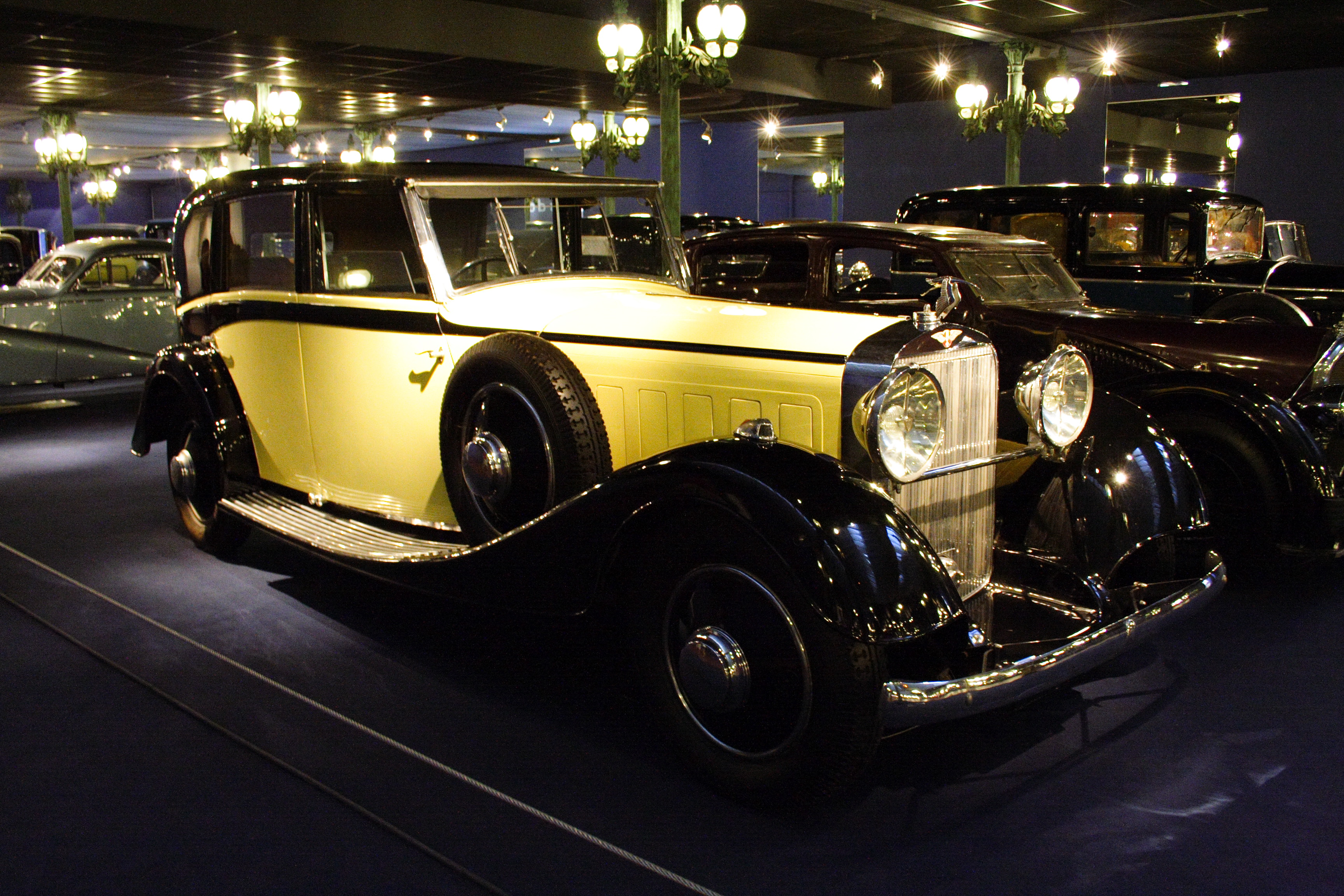
J12 Coupé de Ville 1934 (Cité de l'automobile de Mulhouse).

En 1936, à la suite de la déclaration de la guerre civile d'Espagne (1936-1939), le Front populaire français nationalise l'usine française Hispano-Suiza de Bois-Colombes des Hauts-de-Seine, dont il arrête la production d'automobile, pour consacrer sa production aux moteurs d’avion et moteur-canon de type Hispano-Suiza HS-404 pour l'Armée de l'air française et Alliés de la Seconde Guerre mondiale. 